# 艾海买提·肉孜
艾海买提·肉孜，中国新疆人，中华人民共和国政治人物、全国脱贫攻坚先进个人。

## 生平
艾海买提·肉孜任麦盖提县艾海买提肉孜农民专业合作社负责人兼央塔克乡玉奇于孜莫村党支部副书记。因在脱贫攻坚战中作出突出贡献，2021年2月25日全国脱贫攻坚总结表彰大会上，艾海买提·肉孜被授予“全国脱贫攻坚先进个人”。